# Расселл Вебб (ватерполіст)
Расселл Вебб (англ. Russell Webb, 1 червня 1945) — американський плавець і ватерполіст.
Бронзовий призер Олімпійських Ігор 1972 року, учасник 1968 року.
Переможець Панамериканських ігор 1967 року, срібний призер 1967 року.